# Ferdinand Sauerbruch
Ferdinand Sauerbruch, född 3 juli 1875 i Barmen, Wuppertal, död 2 juli 1951 i Berlin, var en tysk kirurg. Han var från 1927 till 1949 direktor för kirurgiska avdelningen vid Charité i Berlin. Sauerbruch är upphovsman till den så kallade Sauerbruch-kammaren, en undertryckskammare som han använde vid operationer, särskilt vad gällde thorax.

## Biografi
Sauerbruch var efter läkarexamen 1901 verksam i bland annat  Breslau, Greifswald och Marburg. Han blev sedan professor i kirurgi vid Zürichs högskola, senare i München och från 1927 i Berlin, där han var chefsläkare vid Charité-sjukhuset. Sauerbruch konstruerade 1904 en undertryckskammare, som möjliggjorde operationer inom bröstkorgen, och inledde därmed thoraxkirurgin. Han angav även en metod att göra en konstgjord hand rörlig med hjälp av amputationsstumpens muskler (1916). Sauerbruch var en av de främsta bland samtidens kirurger. Bland hans utgivna arbeten märks Technik der Thoraxchirurgie (1911) och Die Chirurgie der Brustorgane (1920—1925) samt självbiografin Das war mein Leben (1951; svensk översättning 1952). 1951 dog han av en demenssjukdom.

## Eftermäle
Asteroiden 13086 Sauerbruch är uppkallade efter honom.